# Helike (måne)
Helike er en af planeten Jupiters måner: Den blev opdaget 6. februar 2003 af et hold astronomer fra Hawaiis Universitet, under ledelse af Scott S. Sheppard. Lige efter opdagelsen fik den den midlertidige betegnelse S/2003 J 6, men senere vedtog den Internationale Astronomiske Union at opkalde den efter nymfen Helike fra den græske mytologi. Ifølge det nummereringssystem som Galileo Galilei indførte med opdagelsen af de galileiske måner har Helike betegnelsen Jupiter XLV.
Helike hører til den såkaldte Ananke-gruppe; 16 måner med omtrent samme omløbsbane som månen Ananke.
| Naturvidenskab | Spire Denne naturvidenskabsartikel er en spire som bør udbygges. Du er velkommen til at hjælpe Wikipedia ved at udvide den. |